# Воронино (Уйский район)
Воронино — село в Уйском районе Челябинской области России. Входит в состав Уйского сельского поселения.

## География
Через село протекает река Каморза. На западной окраине села расположено два пруда.

## Население
| 2002 | 2010 |
| ---- | ---- |
| 471  | ↘421 |

## Инфраструктура
Развитое сельское хозяйство. Личное подсобное хозяйство.

## Транспорт
Стоит на региональной автодороге 75К-254 Уйское — Фоминский длиной 15,827 км..